# Gestreepte babbelaar
De gestreepte babbelaar (Argya earlei synoniem:Turdoides earlei) is een zangvogel uit de familie Leiothrichidae. 

## Verspreiding en leefgebied
Deze soort komt voor van Pakistan tot Myanmar en telt twee ondersoorten:
- A. e. sonivia: Pakistan en noordwestelijk India.
- A. e. earlei: van noordelijk India tot centraal en zuidelijk Myanmar.

## Status
De grootte van de populatie is niet gekwantificeerd maar de soort wordt omschreven als plaatselijk algemeen. Op de Rode lijst van de IUCN heeft deze soort de status niet bedreigd.